# Eptianura carablanca
L'eptianura carablanca (Epthianura albifrons) és un ocell de la família dels melifàgids (Meliphagidae).

## Hàbitat i distribució
Habita praderies des del sud-oest d'Austràlia Occidental, a través del centre i sud d'Austràlia Meridional fins Victòria, incloent Tasmània i les illes de l'[[[estret de Bass]]. Nova Gal·les del Sud i sud-est de Queensland.